# 9e cérémonie des Central Ohio Film Critics Association Awards
La 9e cérémonie des Central Ohio Film Critics Association Awards, décernés par la Central Ohio Film Critics Association, a eu lieu le 6 janvier 2011, et a récompensé les films réalisés l'année précédente.

## Palmarès

### Top 10 des meilleurs films
1. Inception
2. The Social Network
3. Le Discours d'un roi (The King's Speech)
4. Black Swan
5. Toy Story 3
6. True Grit
7. 127 heures (127 Hours)
8. Fighter (The Fighter)
9. Winter's Bone
10. Faites le mur ! (Exit Through the Gift Shop)

### Meilleur réalisateur
- Christopher Nolan pour Inception
  - Danny Boyle pour 127 Heures (127 Hours)
  - David Fincher pour The Social Network

### Meilleur acteur
- James Franco pour le rôle d'Aron Ralston dans 127 heures (127 Hours)
  - Colin Firth pour le rôle du roi George VI dans Le Discours d'un roi (The King's Speech)

### Meilleure actrice
- Natalie Portman pour le rôle de Nina dans Black Swan
  - Jennifer Lawrence pour le rôle de Ree Dolly dans Winter's Bone

### Meilleur acteur dans un second rôle
- Geoffrey Rush pour le rôle de Lionel Logue dans Le Discours d'un roi (The King's Speech)
  - Christian Bale pour le rôle de Dickie Eklund dans Fighter (The Fighter)

### Meilleure actrice dans un second rôle
- Hailee Steinfeld pour le rôle de Mattie Ross dans True Grit
  - Amy Adams pour le rôle de Charlene Fleming dans Fighter (The Fighter)

### Meilleure distribution
- Fighter (The Fighter)
  - True Grit

### Acteur/Actrice de l'année
(pour l'ensemble de son travail en 2010)
- James Franco pour le rôle de Aron Ralston dans 127 heures (127 Hours)
- James Franco pour le rôle de Taste dans Crazy Night (Date Night)
- James Franco pour le rôle de David Piccolo dans Mange, prie, aime (Eat Pray Love)
- James Franco pour le rôle de Allen Ginsberg, poète américain et un membre fondateur de la Beat Generation dans Howl
  - Jeff Bridges pour le rôle de Kevin Flynn / Clu dans Tron : L'Héritage (Tron: Legacy)
  - Chloë Grace Moretz pour le rôle de Angie Steadman dans Journal d'un dégonflé (Diary of a Wimpy Kid)
  - Chloë Grace Moretz pour le rôle de Mindy Macready / Hit-Girl dans Kick-Ass
  - Chloë Grace Moretz pour le rôle de Abby dans Laisse-moi entrer  (Let Me In)

### Artiste le plus prometteur / Artiste la plus prometteuse
- Chloë Grace Moretz pour le rôle de Angie Steadman dans Journal d'un dégonflé (Diary of a Wimpy Kid)
- Chloë Grace Moretz pour le rôle de Mindy Macready / Hit-Girl dans Kick-Ass
- Chloë Grace Moretz pour le rôle de Abby dans Laisse-moi entrer  (Let Me In)
  - Jennifer Lawrence – Winter's Bone

### Meilleur scénario original
- Inception – Christopher Nolan
  - Black Swan – Mark Heyman, Andres Heinz et John McLaughlin

### Meilleur scénario adapté
- The Social Network – Aaron Sorkin
  - 127 Heures (127 Hours) – Simon Beaufoy et Danny Boyle
  - Toy Story 3 – Michael Arndt

### Meilleure photographie
- True Grit – Roger Deakins
  - 127 Heures (127 Hours) – Anthony Dod Mantle et Enrique Chediak (en)
  - Black Swan – Matthew Libatique

### Meilleure musique de film
- Inception – Hans Zimmer
  - 127 Heures (127 Hours) – A. R. Rahman
  - The Social Network – Trent Reznor et Atticus Ross
  - Tron : L'Héritage (Tron: Legacy) – Daft Punk

### Meilleur film en langue étrangère
- Mother (마더) •  Corée du Sud
  - Le Ruban blanc (Das Weisse Band) •  Allemagne
  - Un prophète •  France  Italie

### Meilleur film d'animation
- Toy Story 3
  - Moi, moche et méchant (Despicable Me)

### Meilleur film documentaire
- Faites le mur ! (Exit Through the Gift Shop)
  - Joan Rivers: A Piece of Work

### Meilleur film passé inaperçu
- La Beauté du geste (Please Give)
  - Scott Pilgrim (Scott Pilgrim vs. the World)